# Тимофій Веремієнко
Тимофі́й Веремі́єнко (1856-?) - козак, хлібороб, депутат Державної думи II скликання від Чернігівщини.

## Біографія
Українець. Належав до козачого стану. Родом із села Коношенки Борзнянського повіту, що на Чернігівщині. Закінчив сільську школу. Займався землеробством на 5 десятинах. На час виборів до Державної Думи залишався безпартійним.

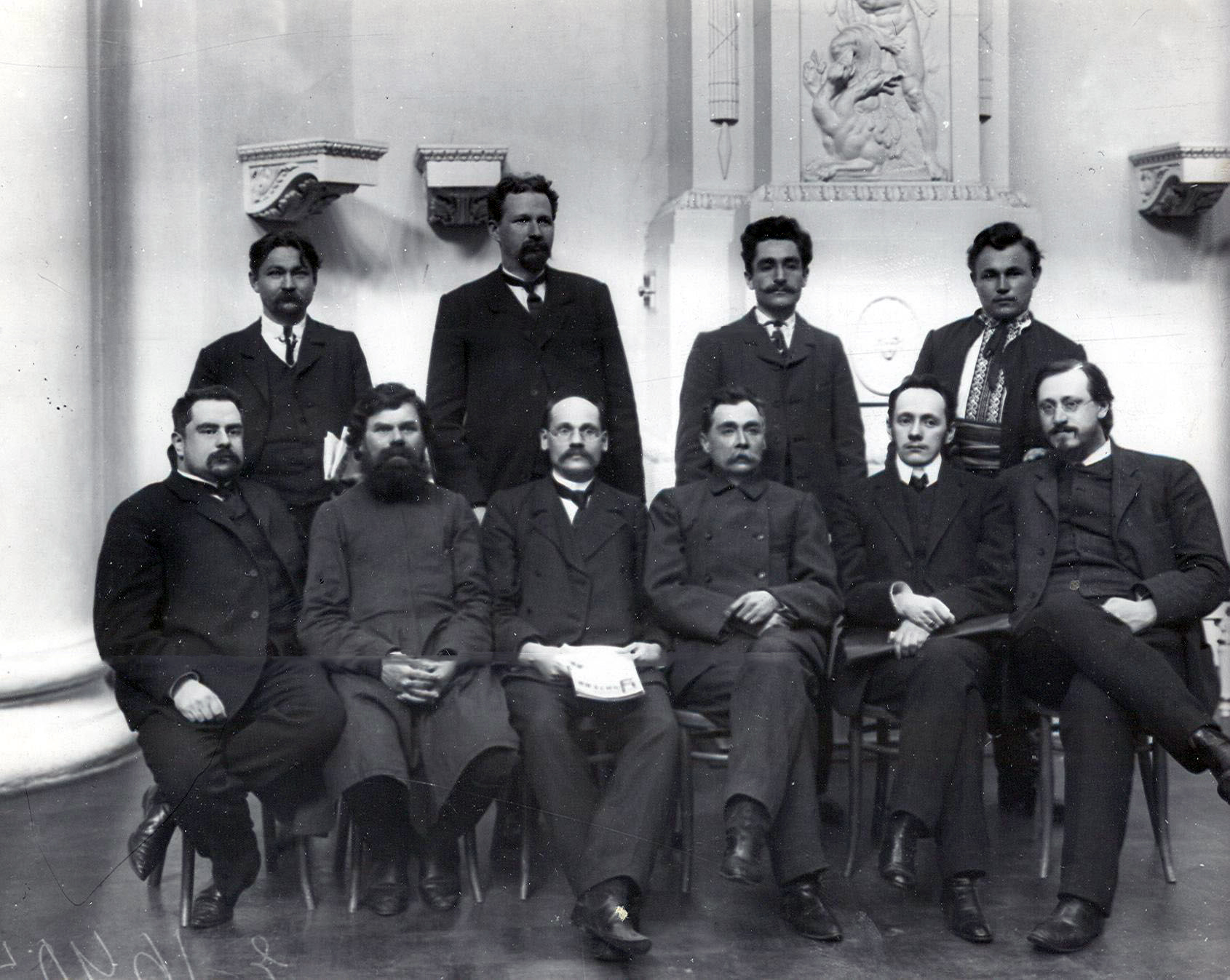
Члени Державної Думи II скликання від Чернігівщини. Стоять: Нечипір Дементьев, Микола Рубісов, Пилип Приходько, Василь Хвіст; сидять: Петро Юренєв, Тимофій Веремієнко, Антін Лосік, Павло Трофименко, Михайло Іскрицький, Василь Вовк-Карачевський

7 лютого 1907 обраний у Державну думу II скликання від Чернігівщини. Увійшов до складу Трудової групи і фракції Селянської спілки.
Деталі подальшої долі і дата смерті невідомі.